# RAST
RAST（らすと、radioallergosorbent test）は、免疫グロブリンE（IgE）の検査法の一つ。

## 手順
1. 濾紙にアレルゲンを固着させる。
2. 濾紙を患者血清と反応させる。
3. 患者血清中に例えばダニIgEが大量に存在すれば、濾紙にIgEがたくさん結合する。患者がダニにIgEを少ししか産生していなければ、濾紙に結合するIgEの量も少なくなる。
4. さらに放射性アイソトープで標識した抗IgE抗体を結合させることにより、放射線数をカウントすることができるため、特異的IgE量を測定することが可能になる。